# CJ Stander
Pour les articles homonymes, voir Stander.

a Compétitions nationales et continentales officielles uniquement.

b Matchs officiels uniquement.
Dernière mise à jour le 5 juillet 2023.
Christiaan Johan Stander, né le 5 avril 1990 à George en Afrique du Sud, est un joueur international irlandais et sud-africain d'origine de rugby à XV évoluant au poste de troisième ligne centre ou troisième ligne aile.

## Biographie
En 2009 et 2010, CJ Stander est sélectionné avec l'équipe d'Afrique du Sud des moins de 20 ans. Pour le championnat du monde junior 2010, CJ Stander est nommé capitaine de l'équipe avec laquelle il terminera sur la troisième marche du podium. En juin 2012, il est appelé dans un groupe élargi avec les Springboks, mais n'est finalement pas retenu pour les tests matches.
CJ Stander rejoint l'équipe irlandaise du Munster en 2012 après avoir disputé le Super Rugby avec les Bulls et la Currie Cup avec les Blue Bulls. En 2015, il devient capitaine de son équipe.
Il est appelé par Joe Schmidt, le sélectionneur du XV du Trèfle, pour disputer le Tournoi des Six Nations 2016, compétition durant laquelle il est titulaire à chaque match. Il participe également en juin 2016, à la tournée de l'Irlande en Afrique du Sud, son pays d'origine. Lors du premier match de la tournée, CJ Stander écope du premier carton rouge de sa carrière à la suite d'une charge irrégulière sur son adversaire, Patrick Lambie,.
Il est sélectionné pour le Tournoi des Six Nations 2018. Il joue les cinq matchs du tournoi et marque un essai. L'Irlande remporte tous ses matchs et réalise ainsi le Grand Chelem.
Le 16 mars 2021, Stander annonce, à 31 ans, qu'il met un terme à sa carrière, en club comme en sélection, à l'issue de la saison 2020-2021,.

## Statistiques
CJ Stander compte 51 sélections en équipe d'Irlande depuis sa première sélection le 7 février 2016 à Dublin contre le Pays de Galles. Il inscrit 60 points, 12 essais.
Il participe à six éditions du Tournoi des Six Nations, en 2016, 2017, 2018, 2019, 2020 et 2021. . 
Il participe également à la Coupe du monde 2019 au Japon où l'Irlande est défaite en quart de finale par la Nouvelle-Zélande sur le score de 46-14. 

## Palmarès

### En club/province
- Finaliste du Pro12/14 en 2015, 2017 et 2020 avec le Munster.

### En sélection nationale
- Vainqueur du Tournoi des Six Nations en 2018 (Grand Chelem) avec l'Irlande.